# Rákóczibrug

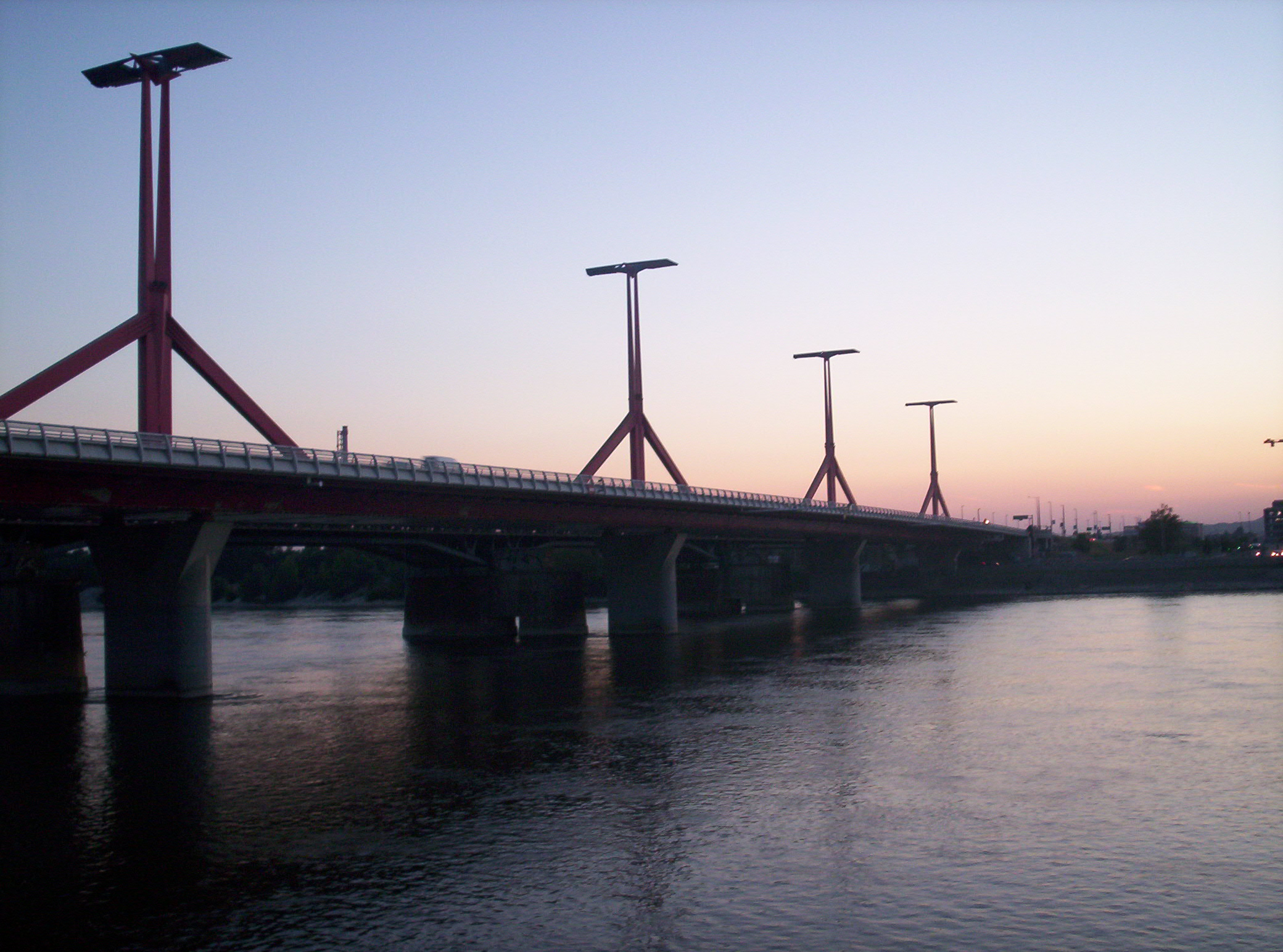
Rákóczi híd

Rákóczi híd is een brug over de Donau in Boedapest vlak naast de spoorwegbrug Összekötő Vasútibrug die in 1995 in gebruik is genomen. De brug was in eerste instantie Lágymányosi híd genoemd naar de wijk Lágymányos in het zuiden van Boeda om vervolgens in 2011 hernoemd te worden tot Rákóczi híd, (Rákóczibrug).